# جوي براش
جوي براش هو سياسي أمريكي، ولد في 5 ديسمبر 1955 في ماكون في الولايات المتحدة، وتوفي في 7 مايو 2015 في أوغستا في الولايات المتحدة. نشط حزبياً في الحزب الجمهوري. وقد انتخب عضو مجلس نواب جورجيا ‏.